# Władimir Wiszniewski
Władimir Aleksandrowicz Wiszniewski, ros. Владимир Александрович Вишневский (ur. 3 czerwca 1920 w Chabarowsku, zm. 8 września 2000 w Waszyngtonie) – emigracyjny działacz rosyjski, oficer armii jugosłowiańskiej, a następnie Rosyjskiego Korpusu Ochronnego podczas II wojny światowej.
W 1924 roku jego rodzina zamieszkała w Królestwie SHS. Władimir A. Wiszniewski ukończył szkołę podstawową w Belgradzie, zaś w 1938 roku 1 Rosyjski Korpus Kadetów w Białej Cerkwi. Po ukończeniu akademii wojskowej we wrześniu 1940 roku, służył w stopniu podporucznika w armii jugosłowiańskiej. W kwietniu 1941 roku brał udział w wojnie z Niemcami. Po klęsce wojsk jugosłowiańskich wstąpił do kolaboracyjnych oddziałów gen. Milana Nedicia, a następnie przeszedł do nowo formowanego Rosyjskiego Korpusu Ochotniczego. Objął dowództwo plutonu karabinów maszynowych. W 1942 roku awansował do stopnia porucznika. Służył w 2 Pułku. Od października 1944 roku dowodził plutonem ciężkiej broni 1 Batalionu 4 Pułku. Po zakończeniu wojny przebywał w obozie dla żołnierzy Korpusu w Kellerbergu. W 1947 roku przyjechał do Wenezueli, gdzie ukończył zaoczne studia budowlane. Pracował jako inżynier. W 1991 roku zamieszkał w USA. Działał w Stowarzyszeniu Kadetów Rosyjskich Korpusów Kadetów za Granicą. W 1999 roku stanął na czele waszyngtońskiego oddziału Rosyjskiego Związku Ogólnowojskowego (ROWS). Od pocz. stycznia 2000 roku pełnił funkcję 1 zastępcy przewodniczącego ROWS. Formalnie awansowano go do stopnia sztabskapitana. Od pocz. lutego roku pełnił obowiązki przewodniczącego ROWS. Podjął decyzję o zlikwidowaniu ROWS, ale została ona zbojkotowana.